# Arcidiocesi di Monrovia
L'arcidiocesi di Monrovia (in latino Archidioecesis Monroviensis) è una sede metropolitana della Chiesa cattolica in Liberia. Nel 2021 contava 147.259 battezzati su 2.395.415 abitanti. È retta dall'arcivescovo Gabriel Blamo Jubwe.

## Territorio
L'arcidiocesi comprende le contee di Bomi, Gbarpolu, Grand Bassa, Grand Cape Mount, Margibi, Montserrado e River Cess in Liberia.
Sede arcivescovile è la città di Monrovia, dove si trova la cattedrale del Sacro Cuore di Gesù.
Il territorio è suddiviso in 31 parrocchie.

## Storia
La prefettura apostolica della Liberia fu eretta il 18 aprile 1903 con il decreto Saluti animarum della Congregazione di Propaganda Fide, ricavandone il territorio dal vicariato apostolico della Sierra Leone (oggi arcidiocesi di Freetown).
La prefettura apostolica fu affidata ai missionari della Compagnia di Maria. Per la morte per malattia dei primi missionari questa Congregazione decise di abbandonare la missione, che, nel febbraio del 1906, fu affidata alla Società delle missioni africane.
Il 9 aprile 1934 la prefettura apostolica fu elevata a vicariato apostolico con la bolla Quae magis christiano di papa Pio XI.
Il 2 febbraio 1950 cedette una porzione del suo territorio a vantaggio dell'erezione della prefettura apostolica di Capo Palmas (oggi diocesi) e contestualmente cambiò il proprio nome in vicariato apostolico di Monrovia.
Il 19 dicembre 1981 il vicariato apostolico è stato elevato al rango di arcidiocesi metropolitana con la bolla Patet Ecclesiae di papa Giovanni Paolo II.
Il 17 novembre 1986 ha ceduto un'altra porzione di territorio a vantaggio dell'erezione della diocesi di Gbarnga.

## Cronotassi dei vescovi
Si omettono i periodi di sede vacante non superiori ai 2 anni o non storicamente accertati.
- Stephen Kyne, S.M.A. † (10 febbraio 1906[2] - 1910 dimesso)[3]
- Jean Ogé, S.M.A. † (3 gennaio 1911 - 16 novembre 1931 deceduto)
- John Collins, S.M.A. † (26 febbraio 1932 - 20 dicembre 1960 dimesso)
- Francis Carroll, S.M.A. † (20 dicembre 1960 - 28 ottobre 1976 dimesso)
- Michael Kpakala Francis † (28 ottobre 1976 - 12 febbraio 2011 ritirato)
- Lewis Zeigler † (12 febbraio 2011 succeduto - 7 giugno 2021 ritirato)
  - Sede vacante (2021-2024)[4]
- Gabriel Blamo Jubwe, dal 28 febbraio 2024

## Statistiche
L'arcidiocesi nel 2021 su una popolazione di 2.395.415 persone contava 147.259 battezzati, corrispondenti al 6,1% del totale.
| anno | popolazione | popolazione | popolazione | presbiteri | presbiteri | presbiteri | presbiteri                | diaconi | religiosi | religiosi | parrocchie |
| anno | battezzati  | totale      | %           | numero     | secolari   | regolari   | battezzati per presbitero | diaconi | uomini    | donne     | parrocchie |
| ---- | ----------- | ----------- | ----------- | ---------- | ---------- | ---------- | ------------------------- | ------- | --------- | --------- | ---------- |
| 1950 | 9.271       | 2.000.000   | 0,5         | 26         | 26         |            | 356                       |         |           | 9         | 7          |
| 1970 | 11.820      | 1.000.000   | 1,2         | 50         | 26         | 24         | 236                       |         | 43        | 46        |            |
| 1980 | 27.000      | 1.272.119   | 2,1         | 34         | 4          | 30         | 794                       | 3       | 54        | 64        | 24         |
| 1990 | 60.000      | 1.122.000   | 5,3         | 41         | 12         | 29         | 1.463                     | 2       | 35        | 64        | 19         |
| 1999 | 95.000      | 1.195.000   | 7,9         | 30         | 17         | 13         | 3.166                     | 3       | 23        | 23        | 25         |
| 2000 | 107.000     | 1.400.000   | 7,6         | 34         | 20         | 14         | 3.147                     | 3       | 27        | 31        | 25         |
| 2001 | 115.000     | 1.500.000   | 7,7         | 38         | 19         | 19         | 3.026                     | 3       | 32        | 31        | 25         |
| 2002 | 121.600     | 1.550.000   | 7,8         | 28         | 19         | 9          | 4.342                     | 2       | 22        | 27        | 25         |
| 2003 | 130.000     | 1.630.000   | 8,0         | 36         | 26         | 10         | 3.611                     |         | 19        | 27        | 25         |
| 2004 | 134.324     | 1.630.000   | 8,2         | 36         | 25         | 11         | 3.731                     |         | 21        | 27        | 29         |
| 2007 | 139.210     | 1.774.000   | 7,8         | 33         | 23         | 10         | 4.218                     |         | 22        | 28        | 31         |
| 2013 | 140.705     | 2.058.000   | 6,8         | 43         | 27         | 16         | 3.272                     |         | 22        | 36        | 30         |
| 2016 | 143.193     | 2.184.849   | 6,6         | 47         | 27         | 20         | 3.046                     |         | 29        | 30        | 30         |
| 2019 | 146.770     | 2.307.000   | 6,4         | 50         | 30         | 20         | 2.935                     |         | 29        | 27        | 32         |
| 2021 | 147.259     | 2.395.415   | 6,1         | 52         | 31         | 21         | 2.831                     |         | 28        | 30        | 31         |